# In the Great Northwest
Pour plus de détails, voir Fiche technique et Distribution.
In the Great Northwest est un film muet américain réalisé par Francis Boggs et sorti en 1910.

## Fiche technique
- Titre : In the Great Northwest
- Réalisateur : Francis Boggs
- Producteur : William Selig
- Société de production : Selig Polyscope Company
- Pays d'origine :  États-Unis
- Langue : intertitres en anglais
- Format : Noir et blanc — 35 mm — 1,33:1 — Muet
- Genre : Film d'aventure
- Durée : 10 minutes
- Dates de sortie : 
  -  États-Unis : 26 mai 1910

## Distribution
- Hobart Bosworth : Jules
- Betty Harte : Julie, la fille du facteur
- Tom Santschi : Pierre
- George L. Cox : Jon, le trappeur